# Ojat'
L'Ojat' è un fiume della Russia europea occidentale (oblast' di Leningrado), affluente di sinistra dello Svir' (emissario del lago Ladoga).
Nasce dal versante occidentale delle alture dei Vepsi, nella parte nordorientale della oblast' di Leningrado; scorre con direzione mediamente occidentale fino a sfociare nel basso corso dello Svir', non lontano dalla sua foce nel lago Ladoga. Il fiume bagna la città di Alёchovščina.
Il fiume gela, in media, da fine novembre a fine aprile; nei rimanenti mesi, è navigabile nel basso corso e viene utilizzato per la fluitazione del legname.